# Лінн-Крік (Міссурі)
Лінн-Крік (англ. Linn Creek) — місто (англ. city) в США, в окрузі Кемден штату Міссурі. Населення — 216 осіб (2020).

## Географія
Лінн-Крік розташований за координатами 38°2′36″ пн. ш. 92°42′51″ зх. д. / 38.04333° пн. ш. 92.71417° зх. д. (38.043225, -92.714201).  За даними Бюро перепису населення США в 2010 році місто мало площу 3,39 км², з яких 3,39 км² — суходіл та 0,00 км² — водойми.

## Демографія
Згідно з переписом 2010 року, у місті мешкали 244 особи в 102 домогосподарствах у складі 59 родин. Густота населення становила 72 особи/км².  Було 116 помешкань (34/км²).
Расовий склад населення:
| - 98,8 % — білих - 0,8 % — вихідців з тихоокеанських островів |

До двох чи більше рас належало 0,4 %. Частка іспаномовних становила 1,6 % від усіх жителів.
За віковим діапазоном населення розподілялося таким чином: 20,9 % — особи молодші 18 років, 70,1 % — особи у віці 18—64 років, 9,0 % — особи у віці 65 років та старші. Медіана віку мешканця становила 40,0 року. На 100 осіб жіночої статі у місті припадало 112,2 чоловіків;  на 100 жінок у віці від 18 років та старших — 109,8 чоловіків також старших 18 років.
Середній дохід на одне домашнє господарство  становив 46 561 долар США (медіана — 43 333), а середній дохід на одну сім'ю — 51 634 долари (медіана — 46 250). За межею бідності перебувало 21,1 % осіб, у тому числі 45,0 % дітей у віці до 18 років та 0,0 % осіб у віці 65 років та старших.
Цивільне працевлаштоване населення становило 148 осіб. Основні галузі зайнятості: виробництво — 22,3 %, освіта, охорона здоров'я та соціальна допомога — 17,6 %, роздрібна торгівля — 16,9 %.